# Zopherus sanctaehelenae
Zopherus sanctaehelenae is een keversoort uit de familie somberkevers (Zopheridae). De wetenschappelijke naam van de soort werd in 1931 gepubliceerd door Blaisdell.